# Krążowniki typu Ibuki
Krążowniki typu Ibuki – seria dwóch krążowników pancernych japońskiej marynarki wojennej z pierwszej połowy XX wieku – „Ibuki” i „Kurama”. Był to ostatni typ japońskich krążowników pancernych; w 1912 zostały przeklasyfikowane na krążowniki liniowe.

## Historia
Krążowniki pancerne typu Ibuki stanowiły rozwinięcie typu Tsukuba, zaprojektowanego z wykorzystaniem doświadczeń wojny rosyjsko-japońskiej. Podobnie, jak one, otrzymały bezprecedensowo silną artylerię, w postaci 4 dział kalibru 305 mm, typowo przenoszonego przez pancerniki, w dwudziałowych wieżach. Główna zmiana polegała na wprowadzeniu drugiego kalibru artylerii głównej poprzez zastąpienie dział artylerii średniej kalibru 152 mm umieszczonych w kazamatach przez 8 dział kalibru 203 mm, umieszczonych w czterech dwudziałowych wieżach. Artylerię średnią kalibru 120 mm wzmocniono z 12 do 14 dział, nieco inaczej rozmieszczonych. W efekcie, uzyskano najsilniejsze krążowniki pancerne skonstruowane na świecie, o ciężarze salwy burtowej artylerii głównej 1996 kg. Zespołem projektantów obu typów okrętów kierował komandor Kondo Motoki.
Jako pierwszy zaczęto budować krążownik „Kurama”, którego stępkę położono 23 sierpnia 1905 – zaledwie kilka miesięcy po rozpoczęciu budowy okrętów typu Tsukuba i jeszcze podczas trwania wojny z Rosją. Wobec zakończenia wojny, potrzeba szybkiego ukończenia okrętu odpadła i wodowano go dopiero 21 października 1907, co było czasem znacznie dłuższym od szybko budowanych okrętów poprzedniego typu. W odróżnieniu od nich i od "Ibuki", budowanych przez Stocznię Marynarki Wojennej w Kure, "Kurama" budowany był w
Stoczni Marynarki Wojennej w Yokosuka. Z powodu zajęcia pochylni przez budowę pancernika "Aki", stępkę "Ibuki" położono dopiero 22 maja 1907, lecz dalsze roboty przebiegały w niespotykanie szybkim tempie, jak na okręt tej wielkości i kadłub wodowano już 21 listopada 1907, po rekordowym czasie budowy 6 miesięcy. Już po wodowaniu, jego projekt przystosowano do użycia jako napędu będących wówczas nowością turbin parowych Curtisa, w miejsce maszyn parowych. Był to pierwszy japoński duży okręt napędzany turbinami. Budowę zakończono i do służby "Ibuki" przyjęto w 1909, a "Kuramę" dopiero w 1911. Na próbach "Kurama" rozwinął maksymalnie prędkość 21,5 węzła przy mocy 23.081 indykowanych KM, a "Ibuki" – 21,16 w przy 28.977 KM.
Po wprowadzeniu w 1911 w Wielkiej Brytanii nazwy klasy krążowników liniowych, okręty typów Tsukuba i Ibuki zostały 28 sierpnia 1912 przeklasyfikowane w ten sposób, pomimo że z konstrukcyjnego punktu widzenia nie były krążownikami liniowymi i miały słabsze od nich uzbrojenie oraz niższą prędkość. Niemniej jednak, okręty te były jednymi z prekursorów krążowników liniowych, gdyż podobnie jak one, przenosiły takie samo uzbrojenie, jak odpowiadająca im generacja pancerników (w przypadku typu Ibuki, semidrednoty), przy słabszym od pancerników opancerzeniu i większej prędkości. W 1921 przeklasyfikowano je na krążowniki I klasy (kategoria ta w Japonii obejmowała krążowniki o wyporności ponad 7000 t, a następnie krążowniki ciężkie).
| Nazwa  | rozpoczęcie budowy | wodowanie  | wejście do służby | los       |
| Ibuki  | 22.05.1907         | 21.11.1907 | 01.11.1909        | złom 1924 |
| Kurama | 23.08.1905         | 21.10.1907 | 28.02.1911        | złom 1924 |

## Opis okrętów

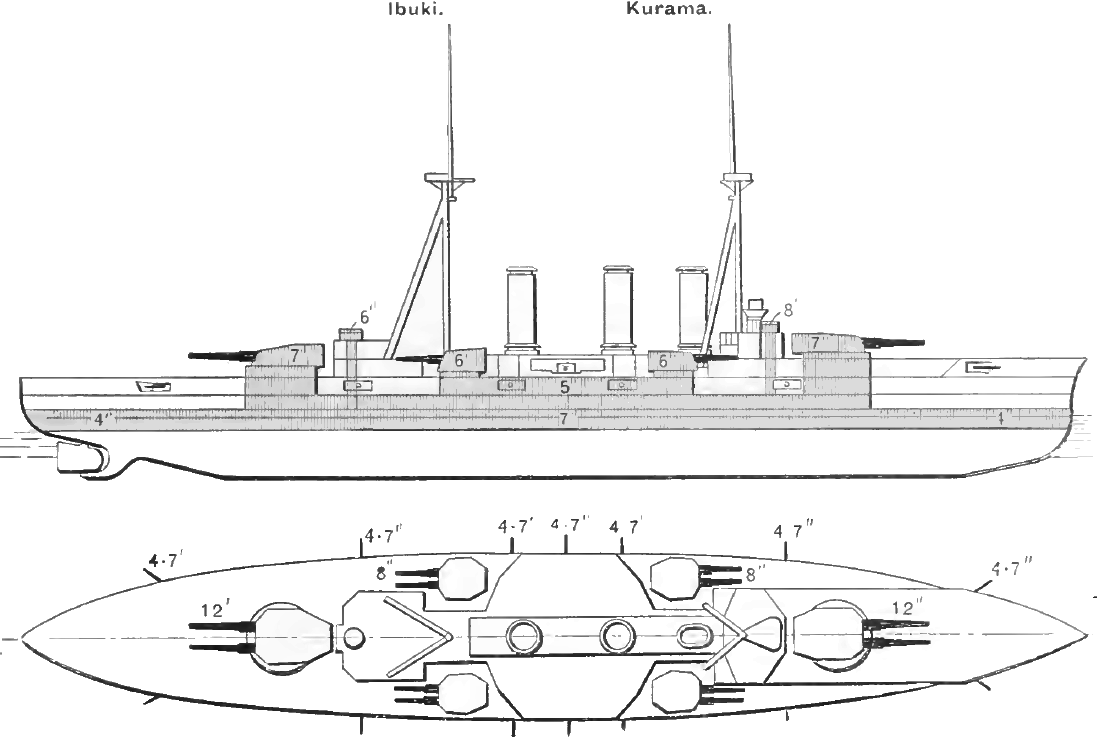
Uproszczony schemat opancerzenia i uzbrojenia

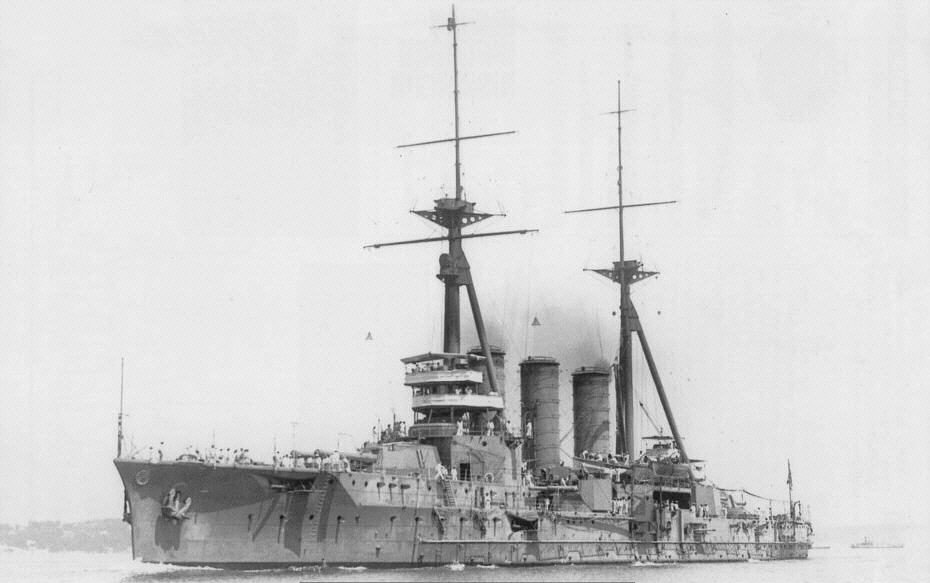
"Kurama"

Konstrukcja i architektura okrętów była podobna do krążowników pancernych typu Tsukuba, przy podobnych wymiarach i nieco tylko większej wyporności. Główną różnica wizualną było zastąpienie dwóch kominów przez trzy. Okręty wyróżniały duże dwudziałowe wieże dział 305 mm w osi symetrii na pokładzie dziobowym i rufowym, analogiczne, jak w typie Tsukuba. Krążowniki typu Ibuki miały podniesiony pokład dziobowy na ok. 1/3 długości kadłuba, przechodzący następnie w pokład wąskiej nadbudówki na śródokręciu, rozszerzający się w spardek między burtowymi wieżami, mieszczący łodzie ratunkowe. Po bokach tej nadbudówki, na pokładzie górnym, ustawione były wieże dział 203 mm – po dwie na każdej z burt. Dziobowa para wież była po obu stronach pierwszego komina, a rufowa – za trzecim kominem.
Działa 120 mm artylerii średniej rozmieszczone były po 7 na burtę. Na każdej z burt, dwa z nich rozmieszczono analogicznie, jak w typie Tsukuba – w kazamatach na dziobie i rufie, a jedno znajdowało się w stanowisku na pokładzie, pomiędzy wieżami dział 203 mm, pod spardekiem. Pozostałe cztery działa na burcie umieszczono w opancerzonych kazamatach pod poziomem pokładu górnego, co utrudniało jednak użycie nisko umieszczonych dział podczas złej pogody. Nadbudówka dziobowa była nieco większa, niż na typie Tsukuba. Na końcu pokładu dziobowego znajdowała się niewielka nadbudówka rufowa. Okręty miały maszt na nadbudówce dziobowej i drugi między kominami a nadbudówką rufową (bliżej kominów, niż na typie Tsukuba). "Ibuki" miał maszty palowe, a ukończony później "Kurama" – masywne maszty trójnożne i nieco wyższe kominy.

## Skrócona historia służby
Oba krążowniki brały udział w ćwiczeniach organizowanych przez Japońską Cesarską Marynarkę Wojenną oraz wizytach zagranicznych. Uczestniczyły następnie w I wojnie światowej, w której Japonia brała jednak mało aktywny udział. Głównie używane były do patrolowania i poszukiwania niemieckich rajderów na południowym Pacyfiku.
Oba okręty zostały na skutek ustaleń traktatu waszyngtońskiego rozbrojone w 1922, po czym 20 września 1923 roku wycofane ze służby i następnie złomowane.

## Dane techniczne
Uzbrojenie :
- 4 działa 305 mm Armstrong (Model 1908), w wieżach na dziobie i rufie (2xII)
  - długość lufy 45 kalibrów (L/45), kąt podniesienia ok. -5+15°, masa pocisku: 386 kg, szybkostrzelność ok. 1 strz/min[7]
- 8 dział 203 mm w wieżach na burtach (4xII)
- 14 dział 120 mm w kazamatach i stanowiskach na burtach (14xI)
- 4 działa 76 mm L/40 (nominalnie 8 cm)
- 4 działa 76 mm L/28[8]
- 3 wyrzutnie torpedowe 457 mm (podwodne)

Opancerzenie: stal Kruppa
- burty: główny pas na linii wodnej: 178-102 mm
- wewnętrzny pokład pancerny: 76 mm
- wieże i barbety artylerii: 178-127 mm
- kazamaty: 127 mm[5]
- stanowisko dowodzenia: 203-152 mm[5]